# Guadarrama (communauté de Madrid)
Guadarrama est une commune espagnole située dans la communauté de Madrid. La population est de plus de 15 000 habitants et atteint 60 000 habitants en été.

## Géographie
Guadarrama se trouve dans la Sierra de Guadarrama, une chaîne de montagne qui porte son nom. La ville se trouve à 48 km de Madrid. 

## Histoire
Fondée par les Arabes, Guadarrama obtient le statut de « villa » sous Ferdinand V de Castille le 22 novembre 1504. Ferdinand VI ordonna la construction de la route à La Corogne par le passage de Guadarrama, qui était une ville importante pendant la guerre d'Espagne. Ce fut pendant longtemps un lieu de passage obligatoire pour tous les voyageurs qui venaient de Madrid et souhaitaient rentrer en Castille.
Après la fin de la guerre d'Espagne, elle a dû être reconstruite presque totalement.
Après une courte période où elle était célèbre pour ses sanatoriums de tuberculose, elle est devenue importante comme emplacement touristique et deuxième résidence pour les habitants de Madrid.